# Ardesc
En la mitologia grega, Ardesc (en grec antic: Ἄρδησκος) va és una divinitat fluvial, fill d'Oceà i Tetis. Es desconeix el riu amb què s'identifica; és possible que la seva localització fos a Escítia.